# Рожерио Сени
Рожерио Мике Сени (порт. Rogério Mücke Ceni; рођен 22. јануара 1973, Пато Бранко, Бразил) је бивши бразилски фудбалски голман и тренутни фудбалски тренер бразилског клуба Форталеза.
Скоро целу своју каријеру је провео играјући за Сао Пауло са којим је освојио 20 титула, од тога 3 бразилске лиге и два Копа либертадорес. У току своје каријере је постигао чак 131 гол, углавном из слободних удараца и пенала. Остаће упамћен као голман који је постигао највише голова у историји фудбала.

## Статистика

### Репрезентативна
| Бразил | Бразил   | Бразил |
| Година | Утакмица | Голова |
| ------ | -------- | ------ |
| 1997   | 1        | 0      |
| 1998   | 2        | 0      |
| 1999   | 2        | 0      |
| 2000   | 3        | 0      |
| 2001   | 4        | 0      |
| 2002   | 1        | 0      |
| 2004   | 1        | 0      |
| 2006   | 2        | 0      |
| Укупно | 16       | 0      |